# Cine Teatro San Carlos
El Cine Teatro San Carlos es un teatro ubicado en Avenida Arias 112-126, en la ciudad de Junín, Buenos Aires, Argentina. Al momento de su inauguración, con 2000 butacas, fue la segunda sala con más capacidad de Argentina detrás del Teatro Gran Rex, hasta su cierre el 22 de diciembre de 2010. Luego de su concesión en julio de 2024, la sala fue refaccionada y reabierta al público el 15 de marzo de 2025; con una capacidad de 1.801 butacas, es actualmente la tercera con mayor capacidad del país.

## Historia
Fundado el 17 de marzo de 1946, el Cine Teatro San Carlos fue, al momento de su inauguración, la segunda sala de teatro con más butacas del país detrás del Teatro Gran Rex y considerada la mejor de la Provincia de Buenos Aires. La monumental obra, moderna para la época, contaba con 1016 plateas y un pullman de 392 butacas y un superpullman de 391 en la planta alta para un total de 1799 ubicaciones, y fue construida por orden de su propietario, Carlos Rinaldi, por la empresa Enrique Dell'Acqua y CIA dirigida por el arquitecto Gastón Cartier. 
Su inauguración en 1946 fue con la película "No salgas esta noche" de Arturo García Buhr, estrenada el 25 de enero del mismo año, con capacidad llena y gente en los pasillos. La velada se completó con varios cortos en tecnicolor, "Los dos barberos", "Portugal, puerto de Europa" y "El cuento del lobo", además del Noticiero de Brithis y la actualidad del mundo. Además de la proyección de películas, por la sala pasaron grandes figuras del teatro y los espectáculos como Ricky Martin, Mercedes Sosa, Charly García, Raphael, Cacho Castaña, Sandro, Sabina, Andrés Calamaro, Diego Torres, Ricardo Montaner, Julio Bocca, los Pimpinela, Los Nocheros, Puma Rodríguez, entre otros, además de figuras infantiles como Panam, Piñón Fijo y Topa. La sala funcionó como cine hasta 2001, y fue utilizada exclusivamente para espectáculos hasta su cierre el 22 de diciembre de 2010.
El 27 de julio de 2024 la sala fue concesionada por diez años a la familia Dimarco, dueña de Dimarco Internacional, y se espera su reapertura tanto para cine como espectáculos el 15 de marzo del 2025, al cumplirse el 79° aniversario de su primera apertura, e inaugurando con una obra tributo a Sandro. Con una capacidad actual de 1801 butacas, la sala se volvería la tercera con más capacidad del país.

## Descripción
Con una inversión de $670 000 m/n, la sala se construyó con acabados lujosos: mosaicos de chiampo-perlas en los pisos, mármol en muros y zócalos y amplias escalinatas de 4 metros de ancho, con barandas de herrería artística y diseños sencillos del 1900'. Todas las aberturas están lustradas en tonalidad caoba y las boleterías tienen armazones de bronce cromado y cristales extranjeros. El escenario es de 200 metros cuadrados, con boca de 14 y una altura de 20 metros, más el subsuelo de 600 metros cuadrados con camarines, hall de artistas y otras instalaciones. Los dos gigantescos proyectores, de marca Kalee fabricados durante la Segunda Guerra Mundial en Inglaterra y el sistema de sonido de R.C.A. Victor de alta fidelidad, representaban lo último en tecnología cinematográfica de la época. Todos los pisos son de parquet con zócalos al óleo estucado.

## Eventos
| Fecha            | Artista/s                         | Evento                                          | Asistencia    |
| 2025             | 2025                              | 2025                                            | 2025          |
| ---------------- | --------------------------------- | ----------------------------------------------- | ------------- |
| 15 de marzo      | Fernando Samartin                 | Culto Gitano - Un Homenaje a Sandro             |               |
| 16 de marzo      | Estelares                         | —                                               |               |
| 19 de marzo      | —                                 | Cinema Paradiso                                 |               |
| 21 de marzo      | Lightplay                         | Tributo a Coldplay                              |               |
| 22 de marzo      | Hilda Lizarazu                    | Hilda Canta Charly                              |               |
| 29 de marzo      | Andrés Calamaro                   | Agenda 1999 Tour                                | 1.801 / 1.801 |
| 30 de marzo      | Andrés Calamaro                   | Agenda 1999 Tour                                | 1.801 / 1.801 |
| 5 de abril       | Piñón Fijo                        | A Mis Piñones que Crecieron                     |               |
| 11 de abril      | Axel                              | 25 Tour                                         |               |
| 17 de abril      | Ismael Serrano                    | Concierto Acústico: Gira por Argentina          |               |
| 19 de abril      | Sobredosis de Soda                | Tributo a Soda Stereo                           |               |
| 29 de abril      | Sergio Cortés                     | The Michael Jackson Experience                  |               |
| 3 de mayo        | Carlos Mata                       | Carlos Mata en Concierto                        |               |
| 10 de mayo       | Daniel Agostini                   | —                                               |               |
| 14 de mayo       | Noelia Pace la Médium             | Mediumnidad                                     | 1.801 / 1.801 |
| 24 de mayo       | Topa                              | A Cantar con Topa                               |               |
| 7 de junio       | Fabiana Cantilo                   | —                                               |               |
| 13 de junio      | The End                           | Tributo a Pink Floyd                            |               |
| 19 de junio      | Emanero                           | —                                               |               |
| 20 de junio      | Emanero                           | —                                               |               |
| 21 de junio      | Los Endos                         | Tributo a Genesis y Phil Collins                |               |
| 22 de junio      | Felipe Pigna                      | Los Mitos de la Historia Argentina              |               |
| 27 de junio      | Los nocheros                      | —                                               |               |
| 29 de junio      | Valentino Merlo                   | —                                               |               |
| 10 de julio      | Kevin Johansen Liniers            | Kevin Johansen + Liniers                        |               |
| 11 de julio      | Destino San Javier                | —                                               |               |
| 12 de julio      | Gabriel Rolón                     | Palabra Plena                                   |               |
| 26 de julio      | Miguel Ángel Solá Maxi de la Cruz | Mi Querido Presidente                           |               |
| 2 de agosto      | Jorge Rojas                       | —                                               |               |
| 9 de agosto      | Pilar Sordo                       | Dime cómo te hablas y te diré cuanto te quieres |               |
| 15 de agosto     | Nicolás de Tracy                  | Crónico                                         |               |
| 23 de agosto     | Miguel Mateos                     | Retrospectiva Rockas Vivas                      |               |
| 6 de septiembre  | Valeria Lynch                     | —                                               |               |
| 27 de septiembre | Dyango                            | Su amigo DYANGO tour                            |               |
| 18 de octubre    | Virus                             | —                                               |               |
| 15 de noviembre  | Rata Blanca                       | Magos, Espadas y Rosas XXXV Aniversario         |               |

## Cómo llegar
- Colectivos: Línea Roja (Junín).